# Franz Thomas (Politiker, 1824)
Franz Thomas (* 1824 in Schönbach; † 28. Oktober 1883 in Graslitz) war ein österreichischer Kaufmann und Politiker. Er war Mitglied des Reichsrats in der zweiten Hälfte des 19. Jahrhunderts.

## Leben und Wirken
Thomas stammte aus der an der böhmisch-sächsischen Grenze gelegenen Stadt Schönbach, war der Sohn des dortigen Fabrikbesitzers Leopold Thomas und wurde im unweit entfernten Graslitz Kaufmann und Fabrikbesitzer. Nachdem er bereits Deputierter des böhmischen Landtages war, erfolgte am 20. Oktober 1873 seine Wahl in das Abgeordnetenhaus des österreichischen Reichsrates für die böhmischen Städte Falkenau, Elbogen, Schlaggenwald, Graslitz, Neudek, Schönbach, Wildstein und Königsberg. Er gewann die Wahl gegen den Gegenkandidaten Alfred Knoll von der Jungdeutschen Partei.
Er starb an Lungenlähmung im 60. Lebensjahr. Seine Beerdigung fand am 31. Oktober 1883 in Graslitz unter großer öffentlicher Beteiligung statt.
Er war verheiratet mit Maria geborene Dotzauer.